# (99193) Obsfabra
(99193) Obsfabra es un asteroide que forma parte del cinturón de asteroides y que fue descubierto el 14 de abril de 2001 por el astrónomo José Manteca desde el Observatorio Astronómico del Garraf.

## Designación y nombre
Obsfabra fue designado inicialmente como 2001 GN4. Posteriormente el descubridor quiso bautizarlo con un nombre en honor al Observatorio Fabra de Barcelona, que fue pionero en los estudios astronómicos en Cataluña y que, inaugurado en 1904, celebraba su centenario. El 3 de abril de 2007 el Minor Planet Center hizo oficial el nombre.